# Sansevieria pearsonii
Dracaena pearsonii (Sansevieria pearsonii) es una especie de Dracaena (Sansevieria) perteneciente a la familia de las asparagáceas, originaria de  África.
Ahora se la ha incluido en el gen de Dracaena debido a los estudios moleculares de su filogenia.

## Descripción
Es una planta herbácea geófita perennifolia que forma grandes colonias. Con rizomas y raíces típicas. Las hojas dísticas, erectas, alternas, con bases cilíndricas superpuestas abajo, de + 0,5-1,0 m de largo, duras y lisas, estriadas que convierte con el tiempo, en ranuras, los márgenes de color rojo con una membrana externa blanca. La inflorescencia en un racimo alto, saliendo desde el centro de las hojas, de hasta ± 1 m de altura; con brácteas estrechas y puntiagudas. Flores típicas, numerosas, en pequeñas agrupaciones nudosas, bracteadas de 6 a 10 flores cada una. Perianto con tubo largo de color grisáceo descrito como gris, azul o malva en la base, de color rojo con rayas más arriba, los tépalos de color rosa pálido o malva. El fruto en bayas globosas.

## Distribución y hábitat
Está generalizada de las zonas con precipitaciones de verano del sur de África, en Namibia, Transvaal y Natal, también en el África tropical, en el matorral o sabana o en los bancos del río, en arena seca o suelo pedregoso. A menudo, formando grandes colonias densas

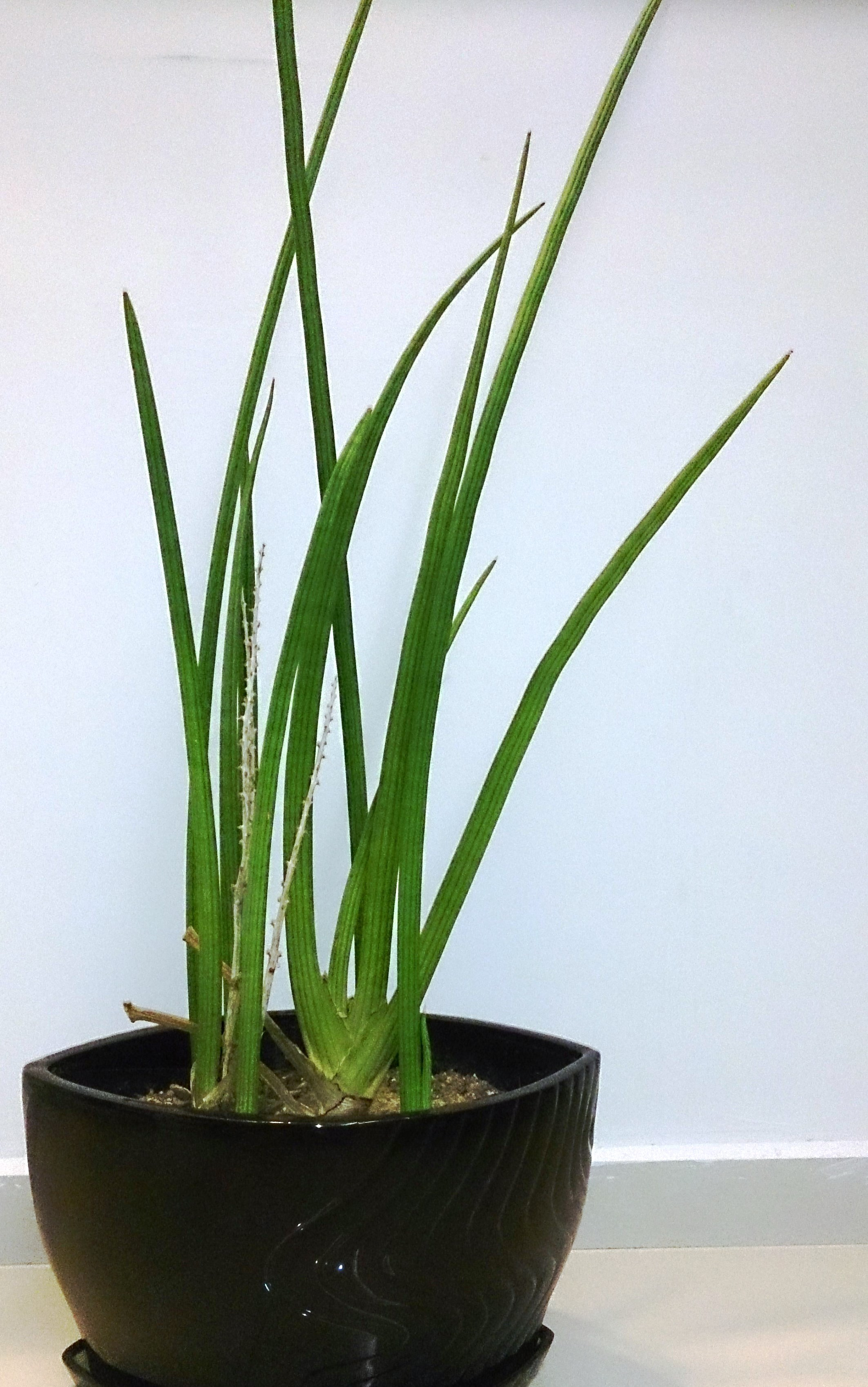
Vista de la planta

## Taxonomía
Sansevieria pearsonii fue descrita por Nicholas Edward Brown y publicado en Kew Bulletin 1911, 97, en el año 1911.
Etimología
Sansevieria nombre genérico que debería ser "Sanseverinia" puesto que su descubridor, Vincenzo Petanga, de Nápoles, pretendía dárselo en conmemoración a Pietro Antonio Sanseverino, duque de Chiaromonte y fundador de un jardín de plantas exóticas en el sur de Italia. Sin embargo, el botánico sueco Thunberg que fue quien lo describió, lo denominó Sansevieria, en honor del militar, inventor y erudito napolitano Raimondo di Sangro (1710-1771), séptimo príncipe de Sansevero.
 pearsonii: epíteto otorgado en honor del botánico inglés Henry Harold Welch Pearson (1870–1916).
Sinonimia
- Sansevieria rhodesiana N.E.Br.[10]